# ابو هامور
بوهامور (به عربی: أبو هامور) یک منطقهٔ مسکونی در قطر است که در شهرداری الریان واقع شده‌است. بوهامور ۷٫۲ کیلومتر مربع مساحت دارد ۲۰ متر بالاتر از سطح دریا واقع شده‌است.